# ATF (jogo eletrônico)
ATF (Advanced Tactical Fighter) é um jogo de computador lançado em 1988 para o ZX Spectrum, Commodore 64 e Amstrad CPC da Digital Integration.
O jogador assume o controle do Caça Tático Avançado YF-22A, da Lockheed (a nave que mais tarde se tornou o Raptor F-22) em uma guerra fictícia entre duas facções rivais. O mundo do jogo é uma coleção de ilhas sem nome, gerada aleatoriamente para cada jogo. O lutador pode ser armado com uma combinação de tiros de metralhadora (usados para destruir aeronaves inimigas), mísseis ASRAAM e mísseis Maverick para destruir alvos terrestres, mesmo aqueles fora do alcance visual.

## Jogabilidade
O visor é uma visão em terceira pessoa mostrando o ATF do jogador, que permanece parado na tela enquanto o cenário passa por ele, que ocupa a maior parte da tela. Uma exibição frontal é sobreposta na tela principal; isso mostra o impulso do motor, a velocidade do ATF, a altura e a altitude do solo, juntamente com o sistema de mísseis disponível, a direção do voo e o alcance e o rumo do alvo.
O lado direito é dedicado ao "computador de bordo", que mostra as posições dos inimigos no mapa mundial, o status dos sistemas de armas e o próprio ATF. Acima da tela do computador de voo, há um painel que mostra a pontuação e o número de vidas restantes.
Abaixo da tela principal, há um painel que exibe relatórios de status e, abaixo dos indicadores de nível de combustível, bloqueio de mísseis inimigos, status "terreno seguindo", disponibilidade de "aterrissagem automática" (ativado quando o ATF entra na área de influência em torno das bases aliadas), e status do material rodante.
O "terreno seguindo o RADAR" evita que o ATF colida com o solo, mas reduz a velocidade da nave.

## Desenvolvimento
Quando o jogo estava sendo escrito, o YF-22A não estava completo (ele teve seu primeiro voo em 29/09/1990) e a Lockheed relutou em divulgar qualquer informação confidencial. Apesar disso, os desenvolvedores conseguiram reunir informações sobre o "copiloto eletrônico" da aeronave protótipo e o "acompanhamento automático do terreno" e decidiram se concentrar na criação de um jogo rápido, semelhante ao arcade, com uma forte dependência da estratégia, em vez de torná-lo tecnicamente preciso.
Inicialmente, o terreno foi criado calculando todos os pontos visíveis para cada quadro. Este sistema funcionou, mas era muito lento para passar como "ação de arcada". Em vez disso, foi criado um sistema complexo de referência coordenada, e cada quadro foi desenhado em uma tela "fictícia" e copiado para a tela para evitar oscilações.
Os desenvolvedores decidiram que a estratégia teria um papel importante no jogo, sem compromissos, e que o 'modelo de guerra' pareceria o mais realista e natural possível. Cinco tipos de forças terrestres, bem como forças marítimas, instalações de comunicação e fábricas aparecem no jogo, e todos interagem entre si de maneiras que afetam a jogabilidade. As fábricas, por exemplo, fornecem o equipamento militar e, se destruídas, resultarão em um esgotamento gradual de forças, uma vez que tanques e navios são destruídos, mas não substituídos.
O tipo de terreno afeta a velocidade das forças terrestres; dirigir sobre a neve, por exemplo, é duas vezes mais lento que em terrenos verdes. Cada objeto tem um valor único de força, o que significa que, se o jogador não conseguir destruir completamente um alvo, as forças terrestres aliadas poderão "acabar com ele".
O código do programa para a versão Sinclair Spectrum foi gravado em um computador compatível com IBM AT usando um montador de macros, enquanto os gráficos foram projetados em um Atari ST, depois baixados no IBM AT, antes de serem baixados no Spectrum e depurados usando um monitor desenvolvido.

## Recepção
As análises foram extremamente positivas, com Your Sinclair e Commodore User classificando-o em 8/10, CRASH com 89%, ACE dando o jogo 956/1000 e Sinclair User dando as melhores notas de 10/10.

Jonathan Davies, do Your Sinclair, fez o seguinte comentário sobre o jogo "Os controles de voo são mínimos, deixando as mãos livres para derrubar bandidos e geralmente aproveitar o voo", Nathan Jones, da CRASH, disse que "...os gráficos são excelentes e as paisagens dão uma sensação futurista". e Chris Jenkins, da Sinclair User, classificaram o jogo como um "shoot-em-up com alguns aspectos de uma simulação".